# Kenttärivier (Pajala)
De Kenttärivier , Zweeds – Fins: Kenttäjoki, is een rivier die door het noorden van Zweden stroomt. De rivier ligt in de gemeente Pajala en stroomt vanuit een gebied met moeras in het westen langs het Kenttämeer en mondt in het Kitkiöjärvi uit. De rivier is ongeveer elf kilometer lang.
afwatering: Kenttärivier → Kitkiörivier → Parka → Muonio → Torne → Botnische Golf